# Hyalurga putumayana
Hyalurga putumayana là một loài bướm đêm thuộc phân họ Arctiinae, họ Erebidae.